# William Douglas Hamilton
William Douglas Hamilton   (Henley-on-Thames, 13 de desembre de 1730 - Londres, 6 d'abril de 1803), (KB, PC, FRS, FRSE), va ser un diplomàtic, antiquari, arqueòleg i vulcanòleg britànic.
Després d'un breu període com a membre del Parlament, va servir com a ambaixador britànic al Regne de Nàpols des de 1764 fins a 1800. Va estudiar els volcans Vesuvi i Etna, convertint-se en membre de la Royal Society i receptor de la Medalla Copley.
La seva segona esposa va ser Emma Hamilton, coneguda com l'amant d'Horatio Nelson.

## Joventut i carrera professional
Hamilton va néixer el 13 de desembre de 1730 (o 12 de gener de 1731) a Londres o a Park Place, Berkshire, el quart fill de Lord Archibald Hamilton, governador de Jamaica, setè fill de William Douglas-Hamilton, Earl de Selkirk, per la 3a duquessa d'Hamilton, i Lady Jane Hamilton, filla de James Hamilton, 6è Earl d'Abercorn. La seva mare era una preferida, i possiblement una mestressa, del príncep de Gal·les i Guillem va créixer amb el seu fill Jordi III, qui l'anomenaria el seu «germà adoptiu».
Als nou anys d'edat, va anar a l'escola de Westminster, on es va fer amic de tota la vida de Frederick Hervey i David Murray. Hamilton solia dir que va néixer amb un nom antic i mil lliures; com a fill petit hauria de fer el seu propi camí a la vida.
Així, sis setmanes després del seu setzè aniversari, va ser encarregat a la 3a Guàrdia de Peu com a insígnia. Va passar un temps amb el regiment als Països Baixos, i va ascendir a tinent el 1753. El setembre de 1757, va estar present com a ajudant de camp del general Henry Seymour Conway en l'atac fallit a Rochefort.
L'any següent va deixar l'exèrcit, després d'haver-se casat amb Catherine Barlow, filla d'Hugh Barlow, diputat del Parlament de Pembroke Boroughs. La parella compartia l'amor per la música, i el matrimoni, que va durar fins a la mort de Catherine el 25 d'agost de 1782; van ser feliços. No van tenir nens. Quan el pare de Catherine va morir el 1763, ella va heretar les seves finques a Gal·les i aquestes van proporcionar als Hamilton uns ingressos estables.
El 1761, Hamilton va entrar al Parlament com a membre de Midhurst. Quan va saber que l'ambaixador a la cort de Nàpols, Sir James Gray, probablement seria promogut a Madrid, Hamilton va manifestar interès en el càrrec i va ser nomenat degudament el 1764.

## Nàpols
Hamilton va arribar a Nàpols el 17 de novembre de 1764 amb el títol oficial d'Enviat Extraordinari del Regne de les Dues Sicílies i romandria com a ambaixador a la cort de Ferran i Maria Carolina fins al 1800, encara que a partir de novembre de 1798 va tenir seu a Palerm, es va traslladar la cort quan Nàpols va ser amenaçada per l'exèrcit francès.
Com a ambaixador, s'esperava que Hamilton enviés informes al secretari d'Estat cada deu dies aproximadament, per promoure els interessos comercials de Gran Bretanya a Nàpols i per mantenir les portes obertes als viatgers anglesos a Nàpols. Aquestes funcions oficials li van deixar molt de temps per dedicar-se als seus interessos en l'art, les antiguitats i la música, així com per desenvolupar nous interessos en volcans i terratrèmols.
Caterina, que mai havia gaudit de bona salut, va començar a recuperar-se en el clima suau de Nàpols. La seva residència principal era el Palazzo Sessa, on acollien les funcions oficials i on Hamilton albergava la seva creixent col·lecció de pintures i antiguitats; també tenien una petita vil·la a la vora del mar a Posillipo (més tard s'anomenaria Villa Emma), una casa a Portici (la Villa Angelica), des d'on podia estudiar el Vesuvi, i una casa a Caserta prop del Palau Reial.

### Gerros
Hamilton va començar a col·leccionar gerros grecs i altres antiguitats tan bon punt va arribar a Nàpols, obtenint-los de comerciants o altres col·leccionistes, o fins i tot obrint ell mateix tombes.
Entre 1766 i 1767 va publicar un volum de gravats de la seva col·lecció titulat Collection of Etruscan, Greek, and Roman antiquities from the cabinet of the Honble. Wm. Hamilton, His Britannick Maiesty's envoy extraordinary at the Court of Naples (Col·lecció d'antiguitats etrusques, gregues i romanes del gabinet de l'Honble. Wm. Hamilton, enviat extraordinari de la seva Majestat Britànica a la Cort de Nàpols). El text va ser escrit per d'Hancarville amb contribucions de Johann Winckelmann. Tres volums més es van produir entre 1769 i 1776. Durant el seu primer permís el 1771, Hamilton va organitzar la venda de la seva col·lecció al Museu Britànic per 8.410 lliures. Josiah Wedgwood, el terrisser, es va inspirar en les reproduccions dels volums de Hamilton. Durant aquest primer permís, el gener de 1772, Hamilton es va convertir en Cavaller de l'Ordre del Bany i el mes següent va ser elegit membre de la Societat d'Antiquaris de Londres.
El 1777, durant la seva segona sortida a Anglaterra, es va convertir en membre de la Societat de Dilettanti.

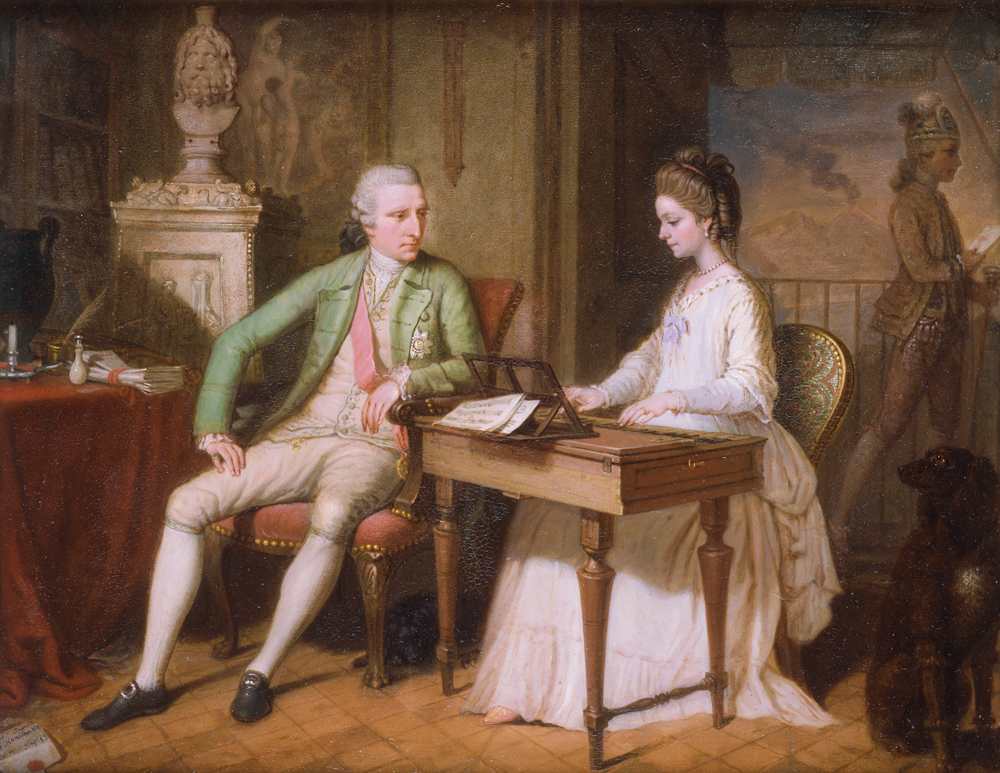
William i Catherine Hamilton a la vil·la de Posillipo, de David Allan
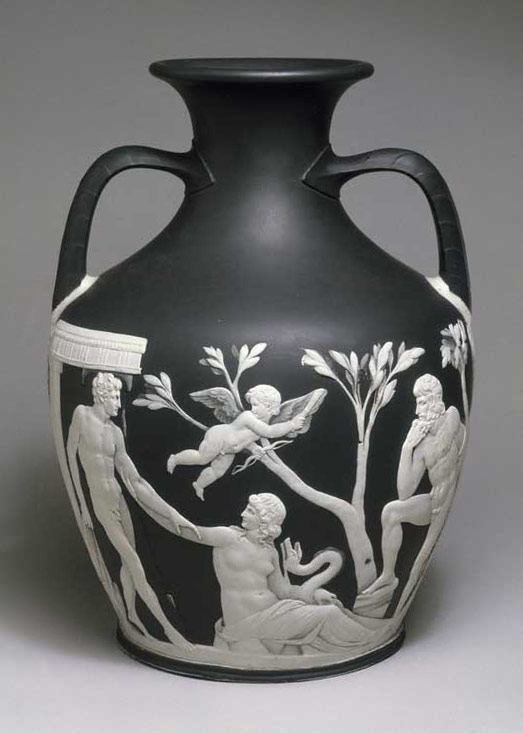
Una rèplica del Vas de Portland de Josiah Wedgwood al V&A

Quan Hamilton va tornar a Anglaterra per a un tercer període d'excedència, el 1783-1784, va portar amb ell un gerro romà de vidre, que abans havia pertangut a la família Barberini i que més tard va ser conegut com el Vas de Portland. Hamilton l'havia comprat a un distribuïdor i l'havia venut a la duquessa de Portland. Aquest gerro va servir de nou d'inspiració a Josiah Wedgwood, aquesta vegada per als seus articles de jasperware. El gerro va ser finalment comprat pel Museu Britànic. Va ser elegit membre d'honor estranger de l'Acadèmia Americana de les Arts i les Ciències el 1792.
L'any 1798, quan Hamilton estava a punt de marxar de Nàpols, va empaquetar la seva col·lecció d'art i una segona col·lecció de gerros i els va enviar de tornada a Anglaterra. Una petita part de la segona col·lecció de gerroses va perdre amb l'HMS Colossus a les illes Scilly. La part supervivent de la segona col·lecció es va catalogar per a la venda en una subhasta a Christie's, quan a l'onzena hora va intervenir Thomas Hope i va comprar la col·lecció de gerros majoritàriament del sud d'Itàlia.

### Volcans

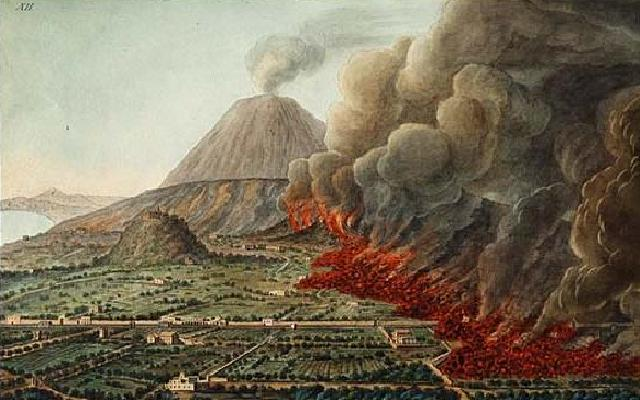
Una il·lustració de Pietro Fabris del llibre Campi Phlegraei de Hamilton

Poc després que Hamilton arribés a Nàpols, el Vesuvi va començar a mostrar signes d'activitat i l'estiu de 1766 va enviar un relat d'una erupció, juntament amb dibuixos i mostres de sals i sofres, a la Royal Society de Londres. A partir d'aquest document, va ser elegit membre de la Royal Society. A la tardor de 1767, hi va haver una erupció encara més gran i Hamilton va enviar de nou un informe a la Royal Society. Els dos articles es van publicar com a article a la revista Philosophical Transactions de la Societat.
La Royal Society li va concedir la Medalla Copley el 1770 pel seu article, An Account of a Journey to Mount Etna (Relat d'un viatge a l'Etna).
El 1772 va publicar els seus escrits sobre ambdós volcans en un volum anomenat Observations on Mount Vesuvius, Mount Etna, and other volcanos (Observacions sobre el Vesuvi, l'Etna i altres volcans).
Va publicar el 1776 una col·lecció de les seves cartes sobre els volcans, titulada Campi Phlegraei (Camps en flames, nom donat pels antics a la zona dels voltants de Nàpols). El volum va ser il·lustrat per Pietro Fabris.
Hamilton també estava interessat en els terratrèmols. Va visitar Calàbria i Messina després del terratrèmol de 1783 i va escriure un article per a la Royal Society.

### Música
Els Hamilton oferien entreteniments musicals en els quals tocaven (William el violí, i Catherine el clavicèmbal o el piano) amb alguns dels seus servents o músics professionals. Durant la seva gira per Itàlia el 1770, el jove Mozart i el seu pare van conèixer els Hamilton. Catherine va tocar el clavicèmbal per a Mozart, i va dir que la seva interpretació era «poc commovedora». Un altre visitant musical va ser l'historiador de la música Charles Burney, qui es va allotjar a Villa Angelica a Portici i va ser ajudat per Hamilton amb la seva recerca. Burney pensava que Catherine Hamilton era la millor clavicèmbala de Nàpols. Quan el jove cantant irlandès Michael Kelly va arribar a Nàpols, va ser presentat a la Cort per Hamilton. El jove compositor irlandès Thomas Carter també es va quedar amb ell al voltant de 1788.
Catherine Hamilton va morir l'agost de 1782; el seu cos va ser retornat a la Gran Bretanya per ser enterrat a la volta de Barlow a l'antiga església parroquial de Slebech. Hamilton va escriure a la seva neboda Mary: «Haig de sentir per sempre la pèrdua de la companya més amable, la més gentil i virtuosa amb la qual un home ha estat beneït».

### Segones núpcies

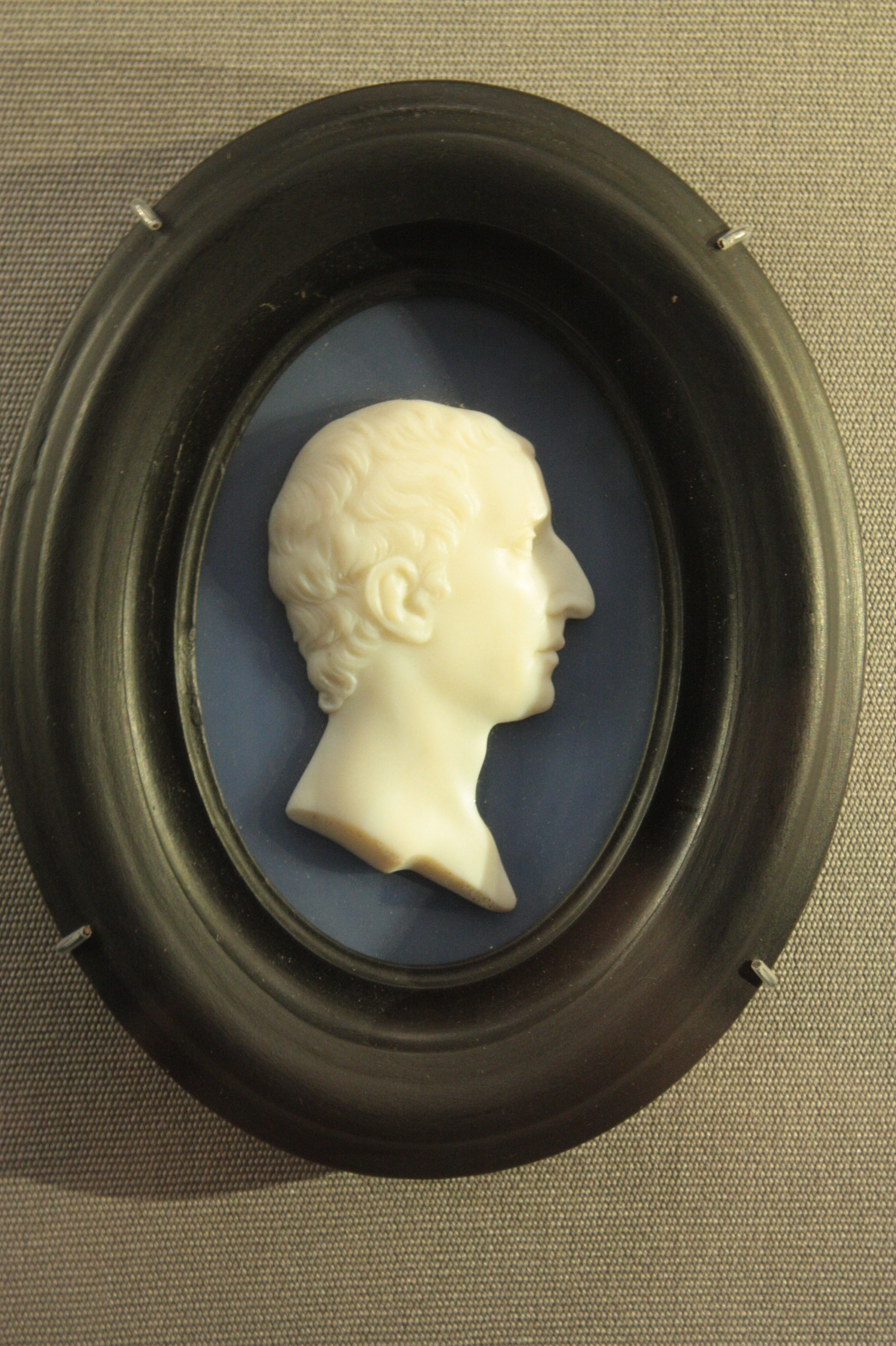
Miniatura de Sir William Hamilton, 1784. Scottish National Portrait Gallery

Un any després de la mort de la seva esposa, Hamilton va tenir un tercer període d'excedència a la Gran Bretanya. Aquesta vegada va visitar les seves finques a Gal·les i va anar de viatge a Escòcia amb el seu nebot Charles Greville, qui era fill petit de l'Earl de Warwick i d'Elisabeth, la germana de Hamilton. Quan Hamilton va fer testament durant aquella visita a Gran Bretanya, va fer de Greville el seu hereu. A Londres, Hamilton va conèixer Emma Hart que en aquell moment era l'amant de Greville.
Al seu retorn a Nàpols, Hamilton es va sentir sol. «Després d'haver viscut 22 anys en família, és molt terrible viure totalment sol», va escriure a la seva neboda. Mentrestant, Greville, qui volia buscar una dona rica, estava tramant un pla per persuadir el seu oncle perquè li treguès l'Emma de les seves mans. Greville mai es va casar. Hamilton va acceptar el pla de mala gana i Emma va arribar a Nàpols el dia del seu 21è aniversari, el 26 d'abril de 1786. Amb ella hi anava la seva mare, que es deia Mrs Cadogan, i que viuria amb Emma i Hamilton fins que va morir el 1810. Les dones estaven instal·lades en un apartament del Palazzo Sessa, i proveïdes d'un carruatge i de vestuari. Es van contractar tutors per donar a l'Emma classes d'italià i de cant. Però van passar uns mesos abans que l'Emma acceptés el fet que Greville no aniria a reunir-se amb ella a Nàpols ni anar-la a buscar per tornar a Anglaterra. En aquell moment va decidir convertir-se en l'amant de Hamilton.
Hamilton i Emma es van casar cinc anys més tard, quan Hamilton va obtenir un permís de tres mesos a la Gran Bretanya. Com que ocupava un càrrec públic va haver de demanar permís al Rei. La cerimònia va ser tranquil·la a l'església parroquial de St Marylebone, que va tenir lloc el 6 de setembre de 1791, dos dies abans del retorn de la parella a Nàpols. Emma va signar el registre com a Amy Lyons; els testimonis van ser el cosí de Hamilton, el marquès d'Abercorn i Louis Dutens, qui havia estat capellà a Torí. L'endemà, Hamilton va jurar el Consell Privat el 1791.
Durant la major part del temps d'Hamilton com a ambaixador, Nàpols havia estat políticament tranquil. Però quan França va declarar la guerra a la Gran Bretanya el 1793, els esdeveniments a Nàpols es van fer més turbulents i el paper de Hamilton es va fer més important, de la mateixa manera que la seva salut anava declivi. La flota de Nelson va arribar a la badia de Nàpols després de derrotar la flota francesa a la batalla del Nil l'agost de 1798 i Nelson va ser convidat dels Hamilton. A finals d'any, el rei i la reina van abandonar Nàpols mentre l'exèrcit francès avançava i van fugir de Palerm cap a Sicília. Els Hamilton van anar amb ells.

## Últims anys
L'estiu de 1799 Nàpols va ser recuperada dels francesos i es van promulgar represàlies salvatges contra els que havien donat suport a la República Partenopea. Hamilton, juntament amb el rei, la reina i Nelson, es van quedar a Palerm, llevat d'una visita a la badia de Nàpols a l'HMS Foudroyant quan va anar a terra breument. Hamilton estava ansiós per tornar a Gran Bretanya.
A principis de 1800, Sir Arthur Paget va ser enviat per substituir-lo i els Hamilton i Nelson van tornar per terra a Anglaterra. En aquest moment Emma i Nelson eren amants. Van desembarcar a Great Yarmouth el 31 d'octubre de 1800. La relació entre Hamilton, Emma i Nelson ja estava causant un escàndol i Hamilton va ser caricaturitzat en dibuixos de James Gillray.

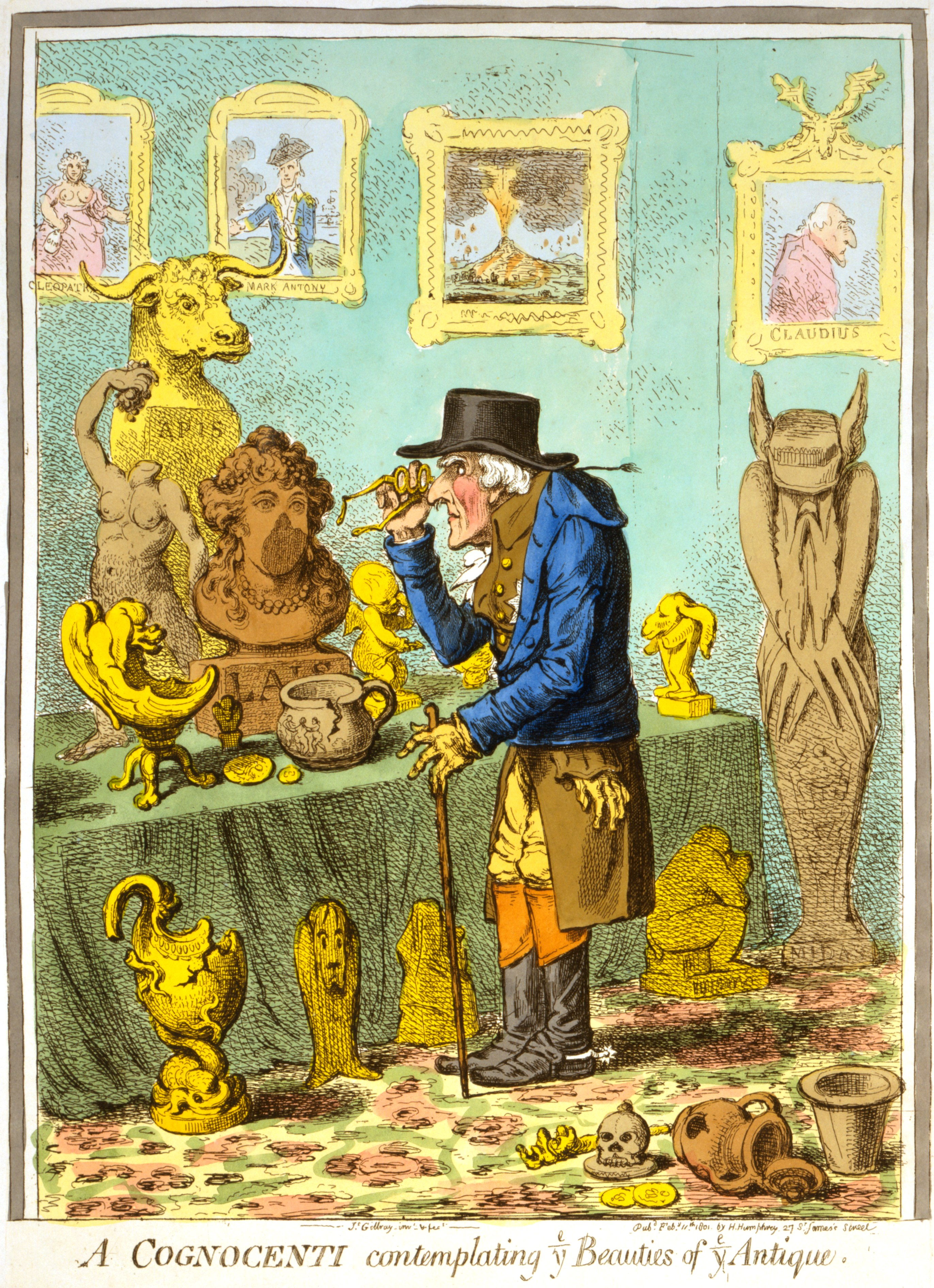
Hamilton caricaturitzat en A Cognocenti contemplating ye Beauties of ye Antique (1801), de James Gillray
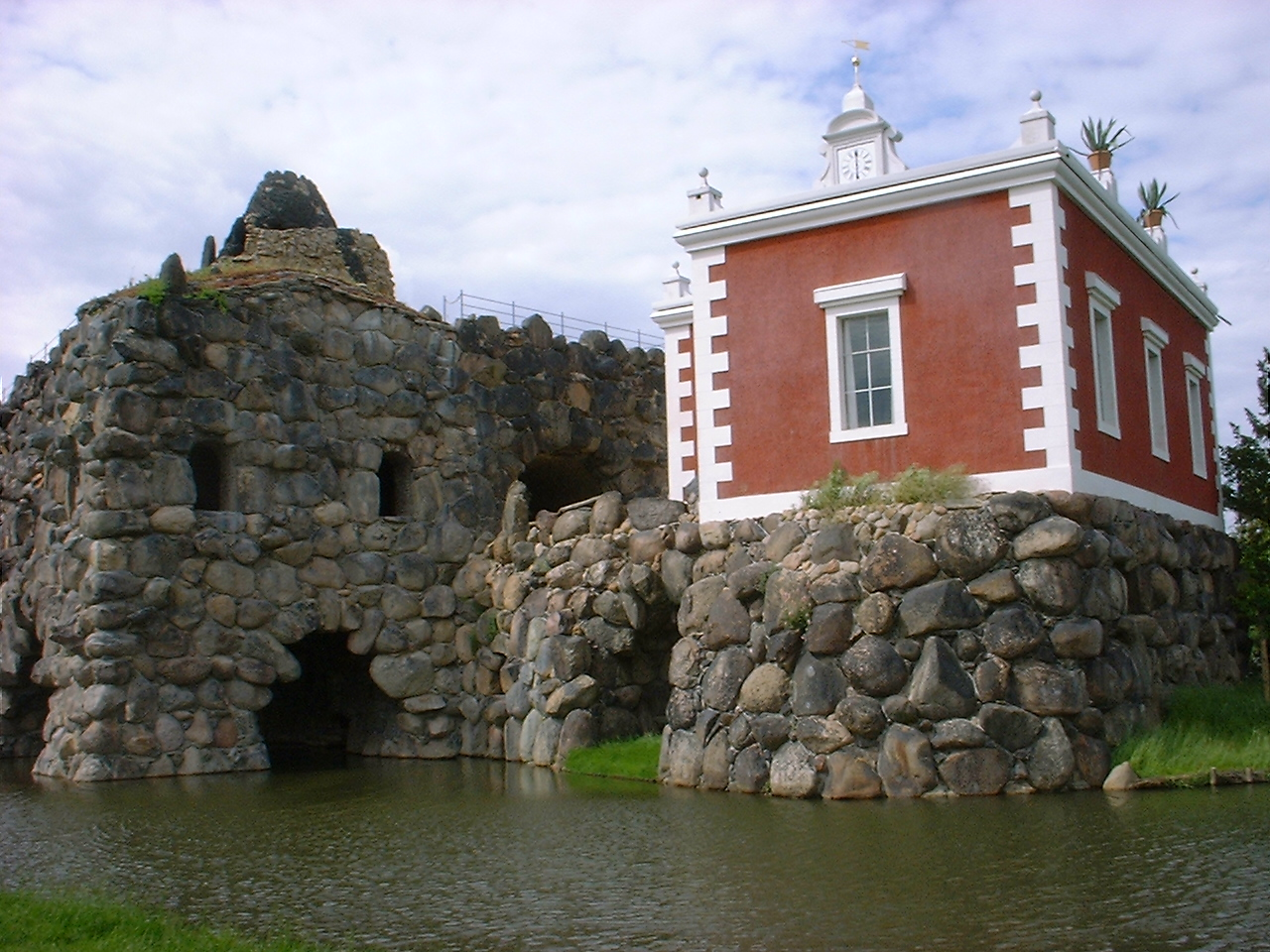
Illa de roques amb maquetes del Vesuvi i de la vil·la de Hamilton al Reialme dels Jardins de Dessau-Wörlitz (Alemanya)

Hamilton viuria retirat durant dos anys i mig més, a Merton amb Emma, Nelson i Mrs Cadogan, i en una casa que va llogar a Piccadilly. Va passar el seu temps pescant al riu Tàmesi, visitant les seves finques a Gal·les, venent pintures i gerros, intentant aconseguir els diners que li devia el govern per les seves despeses a Nàpols i assistint als seus clubs, especialment la Royal Society i el Dilettanti.
Va morir el 6 d'abril de 1803 a la seva casa de Piccadilly. Va deixar a Emma 800 lliures a l'any, que incloïen 100 lliures anuals per a la seva mare i petites anualitats per a quatre criats a Nàpols. Les seves finques a Gal·les, que estaven molt hipotecades, van quedar a mans de Greville. A Nelson se li va deixar una còpia esmaltada d'un retrat d'Emma fet per Élisabeth Vigée Le Brun.
Hamilton va ser enterrat al costat de la seva primera esposa a Slebech.

## Honors i homenatges
- La vida d'Hamilton va ser ficcionada per Susan Sontag a la seva novel·la The Volcano Lover: A Romance.

- A la pel·lícula de 1941 That Hamilton Woman, el paper de Sir William Hamilton va ser interpretat per Alan Mowbray.

- Al Reialme dels Jardins de Dessau-Wörlitz (Alemanya), hi ha una illa al cim d'un llac que és una maqueta del mont Vesuvi. El duc Leopold III d'Anhalt-Dessau escenificava focs artificials que semblaven sortir d'un volcà en erupció per entretenir els seus convidats. Als peus de la muntanya de l'illa hi ha un edifici destinat a suggerir la vil·la d'Hamilton a Posillipo.

- L'aquarel·la Jack on his Deathbed, Walton Ford retrata la mort del mico mascota de Hamilton el 1780.